# Théâtre de Ménilmontant
Pour les articles homonymes, voir Ménilmontant et TDM.
Le Théâtre de Ménilmontant (TdM) était un théâtre parisien situé rue du Retrait dans le 20e arrondissement de Paris, dans le quartier de Ménilmontant.

## Histoire
En 1957, après avoir obtenu le Prix des jeunes compagnies, La Guilde de Guy Rétoré est à la recherche d'un lieu pour y prendre son envol de théâtre-populaire. La salle de la rue du Retrait est toute désignée.
Elle est mise à sa disposition et baptisée par lui « Théâtre de Ménilmontant ». On voit alors au programme de 1958 à 1961 des productions de bonne facture : Vie et Mort du roi Jean (Shakespeare), Les Grenadiers de la reine (Farquhar), La Fille du roi Jean (Cosmos), Macbeth (Shakespeare), L'Avare (Molière), Les Caprices de Marianne (Alfred de Musset), La Fleur à la bouche (Pirandello), Le Manteau (Gogol).
C'est à cette époque que Daniel Sorano vient jouer L'Étourdi (Molière) avec le TNP de Jean Vilar ; on peut y applaudir Philippe Noiret, Yves Gasc, Jean-Pierre Darras, Christiane Minazzoli. De la rue du Retrait, Guy Rétoré est allé créer le TEP (Théâtre de l'Est parisien).
Au fil du temps, le Théâtre de Ménilmontant se modernise et s'agrandit. Trois salles de trois époques différentes (1929, 1980 et 2005) offrent une programmation fondée sur la pratique et la découverte des arts populaires. La musique y côtoie le théâtre, la danse y rencontre la littérature et l’histoire.
En 2004, Lio y chante Prévert. En 2005, Romain Bouteille fait rire les spectateurs et en 2006, Marianne Sergent et Daniel Gros reprennent Vive la Commune ! Anne Baquet, Sophie Térol et Florent Marchet font résonner de leurs voix les murs du théâtre en 2007.
La Passion à Ménilmontant se donne chaque année au mois de mars depuis 1932.
Le 14 décembre 2018, le théâtre de Ménilmontant ferme ses portes sous un prétexte de manquement à la sécurité.
Il réouvre fin 2024, après travaux, sous le nom de Théâtre des Gémeaux Parisiens.